# Oonops longespinosus
Oonops longespinosus là một loài nhện trong họ Oonopidae.
Loài này thuộc chi Oonops. Oonops longespinosus được J. Denis miêu tả năm 1937.